# Amédée Maisonobe
Amédée Maisonobe, né à Crandelles (Cantal) le 26 décembre 1882, et mort le 15 novembre 1954, est un évêque catholique français, évêque de Belley de 1935 à 1954.

## Distinctions
- Chevalier de la Légion d'honneur (25 aout 1953)[1]
- Croix de guerre 1914–1918